# Paullicorticium delicatissimum
Paullicorticium delicatissimum é uma espécie de fungo pertencente à família Hydnaceae.